# Friesling
Friesling är ett berg i Österrike.   Det ligger i distriktet Amstetten och förbundslandet Niederösterreich, i den östra delen av landet, 120 km väster om huvudstaden Wien. Toppen på Friesling är 1 339 meter över havet, eller 633 meter över den omgivande terrängen. Bredden vid basen är 18,4 km.
Terrängen runt Friesling är huvudsakligen kuperad, men västerut är den bergig. Närmaste större samhälle är Waidhofen an der Ybbs, 14,7 km nordväst om Friesling. 
I omgivningarna runt Friesling växer i huvudsak blandskog. Runt Friesling är det ganska glesbefolkat, med 35 invånare per kvadratkilometer.